# Attentat suicide de la gare de Nahariya de 2001
L'attentat suicide de la gare de Nahariya est un attentat-suicide qui s'est produit le 9 septembre 2001 dans la gare de Nahariya, en Israël. Cette attaque terroriste est exécutée, pour la première fois au cours de la deuxième Intifada, par un arabo-israélien envoyé par le Hamas et qui se sait exploser sur la plate-forme bondée. Trois personnes sont tuées dans l'attaque et 94 autres sont blessées.
L'organisation militante islamiste palestinienne Hamas a revendiqué la responsabilité de l'attaque.

## Contexte

### Auteur
Le kamikaze est Mohammed Shakur Habeishi, un Arabe israélien de 48 ans, mari de deux femmes et père de six enfants.
Il vit à Abu Sinan, un petit village arabe du nord d'Israël en Galilée, situé à seulement huit miles à l'est de Nahariya. Il est né et a grandi en Israël et est devenu religieux au début des années 1980. Plus tard, il est devenu un membre actif du Mouvement islamique en Israël et a finalement décidé de coopérer avec la branche militaire du Hamas afin de commettre une attaque terroriste en Israël.
Dans l'attentat-suicide perpétré le matin près d’un centre commercial à l’entrée de la gare de Nahariya, des témoins oculaires ont déclaré que le kamikaze, Muhammad Shaker Habayashi, a évité d’entrer dans la gare en raison d’une sécurité accrue et s’est donc fait exploser près d’un groupe de passagers quittant la gare. 
C’est le premier cas dans lequel un attentat-suicide est perpétré par un Arabe israélien.

## Attaque
Le matin du 9 septembre 2001, vers 10 h 15, Mohammed Shakur Habeishi, vêtu d'une chemise blanche, entre dans la gare de Nahariya portant des explosifs cachés à l'intérieur d'une lourde boîte en carton que le terroriste porte à la main.
Après l'entrée du train dans la gare, des soldats et des civils ont commencé à monter sur le quai. Le comportement de Mohammed Shakur Habeishi a éveillé les soupçons d'un cadet de l'école de police de Shafaram, qui l'a appelé à s'arrêter. Le terroriste s'est retourné mais a continué à avancer. 
Quelques secondes plus tard, le kamikaze a fait sauter ses explosifs au milieu de la foule, tuant trois personnes dont un soldat israélien qui se dirigeait vers sa base militaire, et blessant 94 autres personnes.

## Enquête
Le commandant du district de police du nord, le chef Yaakov Borovski, a déclaré que le matériau explosif à partir duquel l'engin explosif a été assemblé était en partie standard et en partie improvisé, contenant également des particules pulvérisées. Il s’agit d’un dispositif similaire à ceux utilisés habiliuellement par les kamikazes qui vivent dans les territoires occupés.

## Conséquences

### Victimes
Deux civils et un soldat ont été tués et 94 ont été blessés, dont deux grièvement,,.
Yigal Goldstein, 47 ans, de Jérusalem
Morrel Derfler, 45 ans, de Mevaseret Zion
Daniel Yifrach, 19 ans, de Jérusalem

### Réaction militaire
En réponse à l'attaque, Israël a lancé une attaque contre-terroriste contre quatre cibles différentes en Cisjordanie, notamment des bâtiments à Ramallah utilisés par la milice Tanzim et un bâtiment utilisé par le mouvement Fatah. Il n'y a pas eu de victimes dans ces attaques.